# Neoklasická ekonomie
Neoklasická ekonomie je přístup k ekonomii zaměřený na rozhodování o zboží, výstupech a rozdělení příjmů na trzích prostřednictvím nabídky a poptávky. Je jedním ze dvou směrů současné ekonomie hlavního proudu. Druhým směrem jsou školy soustředěné kolem keynesiánství, zejména neokeynesiánství a postkeynesiánství.
Neoklasická ekonomie je takto nazývána proto, že některými předpoklady a východisky navazuje na původní klasickou ekonomii, ovšem zároveň ji překonává zapojením nových myšlenek a nástrojů ekonomické analýzy.

## Popis
Tento pojem poprvé představil Thorstein Veblen v článku z roku 1900 „Preconceptions of Economic Science“, ve kterém přirovnával marginalisty, vycházející z tradice Alfreda Marshalla, ke stoupencům Rakouské školy.
Později termín použil John Hicks, George Stigler a další, aby zahrnuli práci Carla Mengera, Williama Stanley Jevonse, Léona Walrase, Johna Bates Clarka a mnoha dalších. Dnes termín obvykle odkazuje na hlavní proud ekonomie, přestože dříve byl také používán jako zastřešující termín pro řadu dalších ekonomických škol a Marxistickou ekonomii, kromě toho i pro další heterodoxní přístupy k ekonomii.
Neoklasická ekonomie je charakterizována pomocí několika předpokladů, které jsou společné pro mnoho škol ekonomického myšlení. Neexistuje úplná shoda o tom, co se neoklasickou ekonomií myslí. Výsledkem je široká škála neoklasických přístupů k různým problémovým oblastem a doménám – od neoklasických teorií práce po neoklasické teorie demografických změn.
Tři centrální předpoklady
E. Roy Weintraub definoval tři předpoklady, na kterých neoklasická ekonomie stojí. Určitá odvětví neoklasické teorie však mohou mít odlišný přístup.
1. Lidé mají racionální preference mezi výdaji, které mohou být identifikovány a spojovány s hodnotami.
2. Jednotlivci maximalizují spotřebu a firmy maximalizují zisky.
3. Lidé se chovají nezávisle na základě úplných a relevantních informací.
Na základě těchto tří předpokladů neoklasičtí ekonomové vybudovali strukturu, aby pochopili alokaci omezených zdrojů mezi alternativními cíli – ve skutečnosti je chápání takové alokace často považováno za definici ekonomiky neoklasickými teoretiky.
Ze základních předpokladů neoklasické ekonomie vychází celá řada teorií o různých oblastech ekonomické činnosti. Například maximalizace zisku se skrývá za neoklasickou teorií firmy, zatímco derivace poptávkové křivky vede k pochopení spotřebního zboží a křivka nabídky umožňuje analýzu výrobních faktorů. Maximalizace užitku je zdrojem pro neoklasickou teorii spotřeby, derivaci křivek poptávky po spotřebním zboží a derivaci křivek nabídky práce a poptávkové rezervace.
Tržní nabídka a poptávka je agregována napříč firmami a jednotlivci. Jejich interakce určují rovnovážnou produkci a cenu. Tržní nabídka a poptávka po každém výrobním faktoru je analogicky odvozena od poptávky po konečnou produkci na trhu za účelem stanovení rovnovážného příjmu a rozdělení příjmů. Poptávka po faktorech zahrnuje mezní produktivitu vztahu tohoto faktoru na trhu výroby.
Neoklasická ekonomie zdůrazňuje rovnováhy, které jsou řešením problémů maximalizace agentů. Pravidelnosti v ekonomikách jsou vysvětleny metodologickým individualismem, pozicí, díky které lze ekonomické jevy vysvětlit pomocí agregace chování agentů. Důraz je kladen na mikroekonomii. Instituce, které by mohly být považovány za přednostní a ovlivňující chování jednotlivce, nejsou zdůrazněny. Tato zdůraznění doprovází ekonomický subjektivismus.

## Původ
Klasická ekonomie, která se rozvíjela v 18. a 19. století, zahrnovala teorii hodnot a teorii distribuce. Hodnota produktu byla považována za závislou na nákladech spojených s výrobou tohoto produktu. Vysvětlení nákladů v klasické ekonomii bylo zároveň vysvětlením rozdělení. Pronajímatel obdržel nájemné, dělníci obdrželi mzdy a kapitalistický nájemce zemědělec obdržel zisky ze své investice. Tento klasický přístup zahrnoval práci Adama Smithe a Davida Ricarda.
Někteří ekonomové však postupně začali zdůrazňovat vnímanou hodnotu zboží pro spotřebitele. Navrhli teorii, ve které by hodnota produktu měla být vysvětlena s rozdíly užitečnosti pro spotřebitele.
Třetím krokem od politické ekonomiky k ekonomice bylo zavedení marginalismu a trvzení, že ekonomičtí činitelé rozhodují na základě marží. Například, člověk se rozhodne koupit druhý sendvič na základě toho, jak je sytý po prvním, firma najme nového zaměstnance na základě očekávaného zvýšení zisků, které zaměstnanec přinese. To se liší od souhrnného rozhodování klasické politické ekonomiky v tom, že vysvětluje, jak důležité zboží jako je voda, může být levné, zatímco luxus může být drahý.

## Marginální revoluce
Změna v ekonomické teorii od klasické k neoklasicistní ekonomie byla nazvána “marginální revolucí”, ačkoliv termín naznačuje rapidní změnu, celý proces nebyl rozhodně rychlý. Tuto problematiku více rozpracovali William Stanleye Jevons v jeho díle Theory of Political Economy (Teorie politické ekonomie, 1871), Carl Menger v Principles of Economics (Prinicipy ekonomie, 1871), a Léon Walras v knize Elements of pure economics (Elementy čisté ekonomiky,1874–1877). Historici ekonomie a ekonomové se věnovali několika otázkám:
-zda byla pro tuto revoluci podstatnější užitečnost nebo marginalismus
-zda došlo k revoluční změně myšlení nebo jen k postupnému vývoji
-zda seskupení těchto ekonomů nezakrývá jejich rozdíly, které mohou být důležitější než jejich podobnosti
Jevons viděl jeho ekonomiku jako aplikaci a vývoj utilitarismu Jeremyho Benthama a nikdy se více nevěnoval obecné teorii rovnováhy. Menger nepřijal tuto hédonickou koncepci, z důvodu nesouhlasu se  snižující se mezní užitečností pokud jde o subjektivní prioritizaci možných použití, a zdůraznil nerovnováhu a diskrétnost; dáleměl Menger námitku proti použití matematiky v ekonomii, zatímco další dva (Walras a Jevons) modelovali své teorie po mechanice 19. století. Jevons stavěl na hedonickém designu Bentham Gold of Mill, zatímco Walras se více zajímal o interakci trhů než o vysvětlení individuální psychiky.
Učebnice Alfreda Marshalla, Principy Ekonomie (1890), byla dominantní učebnicí v Anglii o generaci později. Marshallův vliv se rozšířil i jinde; Italové projevovali obdiv Maffeovi Pantaleonimu tím, že by ho nazývali „italským maršálem“. Marshall si myslel, že klasická ekonomie se pokouší vysvětlit ceny výrobními náklady. Tvrdil, že dřívější marginalisté zašli v nápravě této nerovnováhy příliš daleko tím, že přehnaně zdůrazňovali prospěšnost a poptávku. Marshall se domníval, že "bychom mohli stejně rozumně zpochybnit, zda je to svršek nebo čepel nůžek, která stříhá kus papíru, jako zda se hodnota řídí užitkem nebo výrobními náklady”.
Marshall vysvětlil cenu průsečíkem křivek nabídky a poptávky. Zavedení různých tržních "období" bylo důležitou inovací Marshallovy:
-Tržní období: zboží vyrobené k prodeji na trhu se bere jako daný údaj, ceny se rychle přizpůsobí čistým trhům.
-Krátké období: průmyslová kapacita je brána jako daná. Úroveň produkce, úroveň zaměstnanosti, vstupy surovin a ceny kolísají, aby se vyrovnaly mezní náklady a mezní příjmy, kde se maximalizují zisky. Ekonomické nájemné existuje v krátkodobé rovnováze pro fixní faktory a míra zisku není v jednotlivých odvětvích vyrovnaná.
-Dlouhé období: zásoby kapitálových statků, jako jsou továrny a stroje, se neberou jako dané. Profit-maximalizace rovnováhy určuje jak průmyslovou kapacitu, tak úroveň, na které je provozována.
-Velmi dlouhé období. Technologie, populační trendy a zvyky se neberou jako dané, ale mohou se měnit ve velmi dlouhých modelech.

## Pozdější vývoj
Důležitá změna v neoklasické ekonomii nastala okolo roku 1933, kdy Joan Robinsonová a Edward H. Chamberlin ve svých současně publikovaných knihách, The Economics of Imperfect Competition (1933) and The Theory of Monopolistic Competition (1933), představili koncept nedokonalé konkurence. Teorie struktury trhu a průmyslových organizací čerpají z těchto prací. Také kladou důraz na určité nástroje ekonomiky, jako je například křivka mezního příjmu.
Práce Joany Robinsonové o konceptu nedokonalé konkurence byla přinejmenším reakcí na určité problémy Marshallovy teorie parciální rovnováhy, které byly zdůrazněny italským ekonomem Pierem Sraffou. Tato anglo-americká ekonomka také reagovala na tyto problémy obracením se k obecné teorii rovnováhy na evropském kontinentu představené vědci Léonem Walrasem a Vilfredem Paretou. Publikace J. R. Hickse, Value and Capital (1939), měla vliv na představení těchto tradic jeho anglicky hovořícím kolegům. On byla na oplátku ovlivněn příchodem ekonoma Friederichem Hayekem, představitelem Rakouské školy, na Londýnskou školu ekonomie a politických věd, kde toho času Hicks studoval.
Tento vývoj byl také doprovázen představením nových nástrojů ekonomiky, jako například indiferenční křivka a teorie mezního užitku. Úroveň matematické sofistikovanosti neoklasických ekonomů vzrostla. Foundations of Economic Analysis (1947) Paula Samuelsona přispěla tomuto vývoji matematiky v ekonomice.
Meziválečné období americké ekonomie bývá sporně označeno jako pluralitní, přičemž neoklasická ekonomie soutěžila s institucionalismem o věrnost. Frank Knight, ekonom rané chicagské školy, se pokusil zkombinovat tyto dvě ekonomické školy. Mezitím byl nárůst matematiky doprovázen zvýšením dominance neoklasické ekonomiky na angloamerických univerzitách po 2. světové válce. Někteří tvrdí, že důležitou roli v tomto dominantním vzestupu neoklasické ekonomiky hrály důležitou roli politické intervence, jako je Mccarthismus, a interní politická šikana.
Hicksova kniha, Value and Capital (1939), obsahovala dvě hlavní části. Ta druhá, která pravděpodobně nebyla bezprostředně vlivná, představovala model dočasné rovnováhy. Hicks byl přímo ovlivněn Hayekovou představou o intertemporální koordinaci a současně také dřívější prací Lindhala. To bylo součástí opuštění od dlouhodobě členěných modelů. Tento trend vyvrcholil Arrow-Debreuovým modelem intertemporální rovnováhy. Arrow-Debreův model byl dokázán v knize Gérarda Debreua, Theory of Value (1959) a v Arrowově a Hahneho General Competitive Analysis (1971).
Mnoho z těchto fází vývoje neoklasické ekonomie se odehrávalo na pozadí vývoje jak ekonometrie, což je schopnost, díky které může měřit ceny a změny zboží a služeb, stejně tak jako jejich celkové množství, tak vzniku makroekonomie, či studia celé ekonomiky. Pokus o zkombinování neoklasické mikroekonomie a keynesiánské makroekonomie vedla k neoklasické syntéze, která se stala dominantním paradigmatem uvažování ekonomů v anglicky mluvících zemích od 50. let 20. století. Například Hicksovy a Samulsnovy práce byly nápomocné při rozšiřování keynesiánské ekonomie.
Makroekonomie ovlivnila neoklasickou syntézou na straně jedné, přičemž podkopávala základy klasických ekonomických teorií jako například Sayův zákon nebo předpoklady o politické ekonomii jako nezbytnost pro „hard-money standard“ na straně druhé. Tyto vývojové fáze se odrážejí v neoklasické teorii hledáním výskytu rovnocenných podmínek na trhu Paretova optima, což je stav společnosti, kdy každý jedinec nebo skupina již nemůže dosáhnout lepšího postavení bez toho, že by se naopak postavení někoho jiného zhoršilo, a soběstačnosti.

## Kritika
Neoklasická ekonomie bývá často kritizována převážně pro její příliš normativní přístup. V tomto směru neoklasická ekonomie nevysvětluje aktuální stav ekonomie a místo toho popisuje teoretický model, ve kterém se uplatňuje například Paretovo optimum.
Nejvíce kritik na neoklasickou ekonomii směřuje na její přehlížení omezenosti přírodních zdrojů a ekosféry, stejně jako problémy týkající se znečišťování, zhoršujícího se ovzduší apod. Tento argument vytváří významný rozpor v neoklasické ekonomii, jelikož přijetí omezenosti zdrojů by vyvracelo základní předpoklad o možnosti věčného celkového růstu ekonomiky.
Rovněž na předpoklad vždy racionálně jednajícího člověka může být nahlíženo jako na nereálný model ignorující jiné aspekty chování člověka než hospodářské. Za myšlenku „homo economica“ byla neoklasická ekonomie kritizována takřka už od počátků svého vzniku, např. americkým ekonomem a sociologem Thorsteinem Veblenem.
Co se týče maximalizace profitů firmy, tato možnost teoreticky přichází v úvahu u velkých korporací, ovšem na takovýto cíl není nutně nahlíženo jako na žádoucí, jelikož by taková situace firem mohla vést v neprospěch společnosti a taktéž k závažným sociálním problémům.
Problémy nastávají při snaze o slučitelnost neoklasické obecné ekonomické rovnováhy (ekvilibria) s dalším vývojem ekonomie (převážně s rozvojem kapitálových investic). Tento bod kritiky byl zahrnut do významných debat během 50. a 60. let 20. století—tzv. „dvě Cambridgeské debaty“ — o platnosti neoklasických teorií s důrazem na ekonomický růst, kapitál, teorii agregátů a mezní produktivity. V neoklasické ekonomii se také objevily snahy o rozšíření Arrow-Debreuova modelu k vysvětlení disekvilibria stability a jedinečnosti. V návaznosti Sonnenschein-Mantel-Debreův teorém říká, že předpoklady vedoucí k závěru, že ekvilibrium je stabilní a specifické, mohou být pokládány za omezující.
Neoklasická ekonomie je často vnímána jako příliš závisející na komplexních matematických modelech (např. v teorii ekonomického ekvilibria) bez dostatečného uvážení, zda tyto modely opravdu odrážejí skutečný stav ekonomie. Někteří ekonomové vnímají samotný pokus o formulování systému natolik komplexního jakým je moderní ekonomie jako nerealistický a předem vyvrácený. V této souvislosti je populární tvrzení Miltona Friedmana o souzení teorií podle toho, zda dokáží spolehlivě předpovídat budoucí vývoj, spíše než podle přihlížení k jejich reálnosti a předpokladům. Matematické modely používané v neoklasické ekonomii zahrnují i teorii her, lineárního programování, či ekonometrie. Použití takovýchto modelů v současné ekonomii je někdy vnímáno jako překročení hranic neoklasické ekonomie, i když takovéto názory jsou individuální. Kritikové neoklasické ekonomie jsou obvykle děleny mezi ty, kteří odmítají pokročilé matematické modely, zatímco ostatní kritiky považují používání takovýchto modelů za potencionálně správný krok, přestože současné metody se potýkají s problémy.
Obecně řečeno, údajně nerealistické předpoklady patří mezi nejčastější body kritiky proti neoklasické ekonomii. Řada těchto kritik však směřuje vůči specifickým neoklasickým modelům a ne celku (například existují neoklasické modely, ve kterých neregulované trhy nedosahují Paretova optima a také se zvyšuje zájem o modely zahrnující neracionální rozhodování objektu). Neoklasická ekonomie je, mimo jiné, kritizována i za údajné přehlížení sociální reality a ospravedlňování zvětšující se ekonomické nerovnosti.
Předmětem diskuzí na poli ekologické ekonomie, se stalo tvrzení, že neoklasický ekonomický systém je od počátku nefunkční, jelikož v sobě obsahuje postupnou destrukci přírody kvůli stupňující se spotřebě neobnovitelných zdrojů a ničení biosféry.